# 何義士
何義士修士（義大利語：Fratel  Davide Luigi Giordan, Missionario camilliano，1924年8月6日—1999年8月15日），綽號鬍鬚仔、大鬍子醫師，義大利威尼斯人，天主教靈醫會修士與醫師，曾任馬公惠民醫院院長，並在澎湖地區服務長達31年。:183-184

## 生平
1924年，何義士出生於義大利威尼托大區維辰札省維琴察。12歲時，他加入天主教靈醫會，並在20歲那年正式成為靈醫會會士。22歲時，他受靈醫會徵召，成為1947年間隨同羅德信神父前往中國雲南開拓靈醫會據點的5名會士之一:97，並協助在昆明、利昭等建立痲瘋病院，另在會澤成立綜合醫院。:181-184
1949年，受國共內戰波及，何義士在雲南巧家一帶被中國共產黨以「外國間諜」為罪名逮捕入獄，後於1950年被遣返義大利。返回義大利後，他仍矢志服務更多被病痛折磨的患者，於是在羅馬馬爾大醫學專科學校潛心研習，並在畢業後成為正式的醫師。:97
1953年，何義士前往甫由多位靈醫會會士成立於臺灣宜蘭縣的羅東聖母醫院服務；當時，他經常騎自行車前往三星、大同等地提供原住民免費醫療服務，也曾在冬山鄉丸山村聖母分院（療養院）協助患者面對因罹患肺結核所帶來的問題。同年，何義士首次來到澎湖；5月，他協助馬仁光修士（義大利語：Renato Marinello）在馬公市成立「瑪利診所」。1957年，他又前往澎湖，並協助羅德信神父將「瑪利診所」擴建成「天主教靈醫會惠民醫院」。:181-184
1958年，何義士以「羅東不夠偏僻」為由，自願到澎湖惠民醫院服務，擔任內科醫師直到1973年為止。該年度，何義士被調派至三重聖母診所行醫。爾後1973年至1985年間，澎湖惠民醫院改由主治外科的王理智神父（義大利語：Francesco Avi）擔任院長。:98
1983年，何義士再度返回澎湖，並於1985年出任惠民醫院院長，成立澎湖首間復健門診；他同時開始注意到澎湖的人口老化問題，並推動老人照護工作。服務惠民醫院期間，他幾乎是「白天門診兼夜間急診」，擔負全天候24小時的輪值工作；同時，對於窮苦病患的醫療費用，他往往酌情減收甚至分文不取；若患者需要輸血時，他也總是捲起衣袖、帶頭捐出B型血液。他一生捐血150多次，捐血量達37,500毫升，在當時締造臺灣醫師同行間最高紀錄。:98、106
中國改革開放後，何義士心懷曾在雲南照料的患者，於是在1991年造訪睽違30年的昭通市。抵達後，他驚訝於當地醫療水平與30年前並無二致，並因而深感痛心；儘管已高齡68歲，他發願在昭通、巧家各蓋一間安置痲瘋病患的療養院。當時，澎湖惠民醫院也正在進行擴建工程，他仍不辭萬苦，在生命最後幾年的時光，替雲南和澎湖兩項計畫募款奔走。:97-108
1995年，惠民醫院醫療大樓完工啟用。1997年，惠民醫院的護理之家成立。1999年，雲南的痲瘋康復院計畫也逐步成形；他卻突然在8月15日病逝於惠民醫院，享壽75歲。:97-108
由於長年奉獻投入於偏鄉醫療事業，他陸續獲得許多獎項，如1985年「澎湖縣榮譽縣民」、1986年「全國好人好事代表」、1990年衛生署第一屆偏遠地區醫療奉獻獎、1997年5月「義大利最高騎士勳章」，並在1999年病逝後獲衛生署頒布「一等衛生獎章」。:181-184

## 語錄
- 「我不能決定自己的容貌、身高，但卻可以選擇生命的樣式。」[7]
- 「我老了，但願有更多台灣本土醫師能到澎湖服務，照顧那些孩子赴台打拚、膝下乏人承歡的老阿公、老阿媽們。」[8]
- 「台灣社會已經成長、茁壯了，但還有許多角落需要大家關心。」[8]

## 軼事
- 何義士常年穿著短袖衣服，若有人問起「不冷嗎？」，他會笑回「我媽媽生我下來就給我一件很好的皮衣，所以我不會覺得冷。」[3]:185
- 何義士喜歡海泳、常常在馬公騎自行車到處閒逛[9]，週末甚至會騎車到風櫃里、白沙鄉等地拜訪教友。[2]
- 因爲母親希望何義士能常保神職人員如慈愛長者般的形象，他從此留著一臉鬍子。[5]

## 獲得獎項及榮譽
- 澎湖縣榮譽縣民（1985年）[5]
- 中華民國紅十字會紀念碑（1985年）[5]
- 全國好人好事代表（1986年）[5]
- 第40屆全國醫師服務社會績優獎（1987年）[5]
- 第一屆中華民國偏遠地區優良醫師奉獻獎（1990年）[2][5]
- 中華民國捐血運動協會頒獎表揚（1990年）[5]

## 紀念
- 澎湖縣議會議政大樓附近街道上有一何義士牽著自行車的塑像。[10][11]